# Adria Airways
Pour les articles homonymes, voir ADR et Adria (homonymie).

Siège social.

Adria ou Adria Airways (code AITA : JP ; code OACI : ADR) était la compagnie aérienne nationale de Slovénie, jusqu’à sa faillite en 2019. Elle était membre de Star Alliance comme une compagnie régionale depuis décembre 2004.
Le siège de la compagnie était à Ljubljana. Elle effectuait des vols réguliers et des vols charter vers 43 destinations dans 23 pays, principalement en Europe. L'aéroport principal de la compagnie était l'aéroport de Ljubljana (Brnik).

## Histoire
Adria a été créée en 1961 comme compagnie charter sous le nom de Adria Aviopromet avec un avion Douglas DC-6. Elle augmente ensuite sa flotte en achetant d'autres DC-6 à la compagnie KLM. En 1968, la compagnie se renomme Inex-Adria Aviopromet et achète son premier avion à réaction, un Douglas DC-9. Avec son rapprochement avec la compagnie belgradoise Interexport, elle change à nouveau de nom, puis retrouve son vieux nom après l'arrêt de cette collaboration en 1986.
Le 10 septembre 1976 a lieu la collision de Zagreb, première catastrophe aérienne de cette compagnie, collision avec un appareil de British Airways au-dessus de Zagreb, où 176 personnes trouvent la mort. La cause de cette catastrophe a été attribuée à une erreur du contrôle aérien.
Au début des années 1980, Inex-Adria commence ses premiers vols réguliers, achète un appareil McDonnell Douglas MD-80 et devient membre de l'association internationale IATA. Le 1er décembre 1981, un DC-9 de la compagnie s'écrase sur le mont San Pietro en approchant de l'aéroport corse d'Ajaccio. 173 touristes slovènes et 7 membres d'équipage meurent dans l’accident le plus grave qu’ait connu l’histoire de l’aviation civile slovène.
À l'indépendance de la Slovénie, en 1991, la compagnie se renomme Adria Airways. En mars 1996 se termine le processus de privatisation partielle de la compagnie, en décembre 2004 celle-ci intègre opérationnellement Star Alliance.
Le 23 septembre 2019, elle annonce la suspension temporaire de ses vols jusqu'au 27 septembre inclus à l'exception d'un vol depuis et vers Francfort. Elle espère trouver pendant ce temps là des investisseurs.
Le 30 septembre 2019 se déclare en faillite.

### Liaison régulière hors Slovénie
Adria assure une liaison quotidienne directe entre Francfort et Vienne.

### Vols charter
Les vols charter (essentiellement en été) desservent de nombreuses destinations en Méditerranée, telles Charm el-Cheikh, Hurghada ou encore certaines îles grecques.

### Fret
Adria dispose également d'une activité de fret, qui l'amène à desservir d'autres aéroports que ceux mentionnés ci-dessus.

## Accidents (liste non exhaustive)

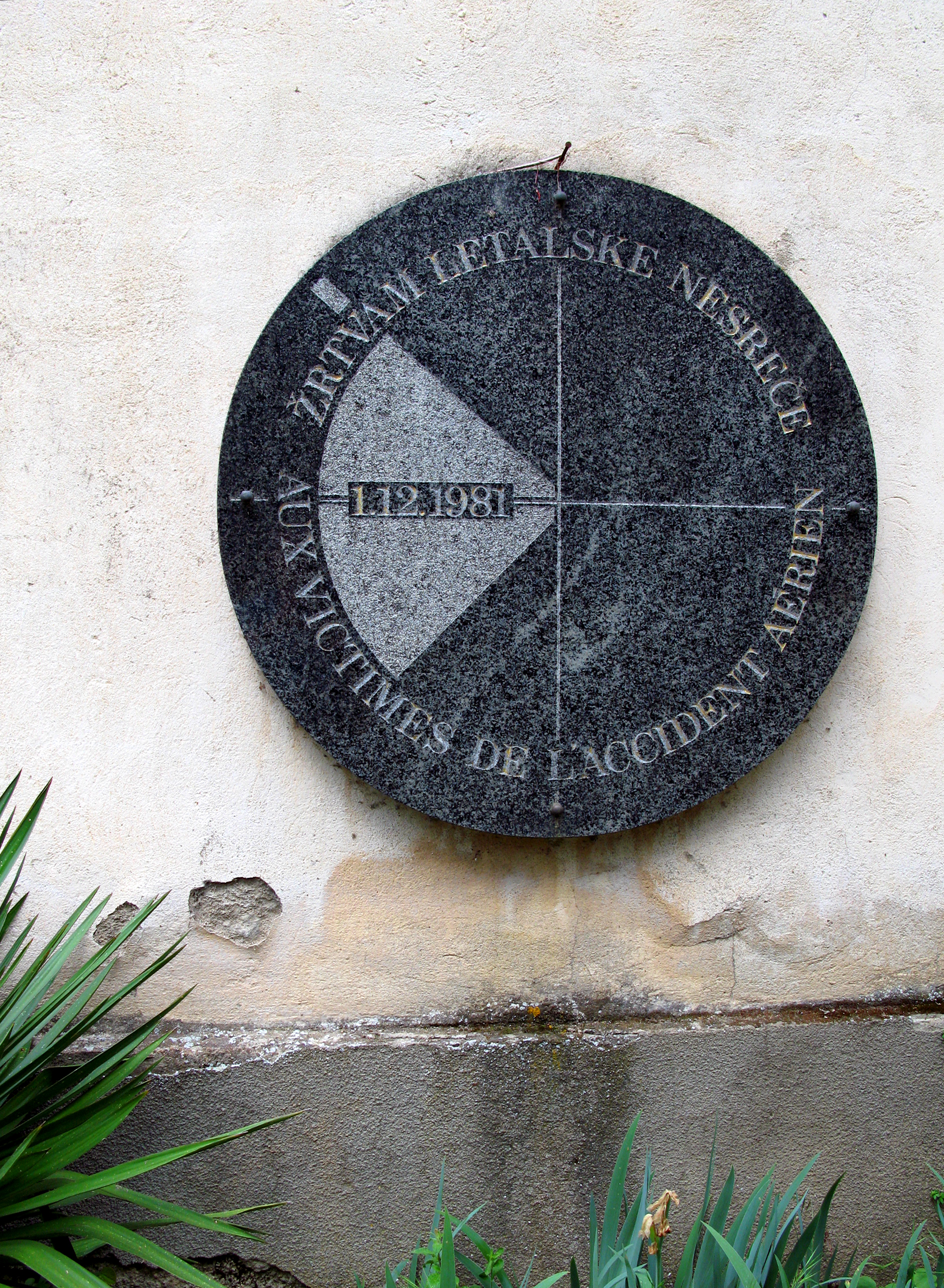
Plaque en mémoire des victimes de l'accident du 1 décembre 1981, sur une façade de l'église Saint-Nicolas de Petreto-Bicchisano.

- Le 19 mars 1972, dans l'accident (en) d'un DC-9-32 à Aden (Yémen), les 30 personnes à bord meurent[2].
- Le 30 octobre 1975, le vol d'Inex Adria 450 s'écrase lors de son approche de l'aéroport de Prague-Ruzyne en Tchécoslovaquie à cause du brouillard, faisant 75 victimes parmi les 120 personnes à bord du McDonnell Douglas DC-9.
- Le 10 septembre 1976, collision de Zagreb en Croatie. L'aile gauche du Vol 550 InexAdria à destination de Cologne, un DC-9, heurte le Hawker Trident du vol 475 British Airways à destination d'Istanbul. La tour de contrôle avait donné de mauvaises indications aux deux appareils. À la suite du choc, le vol BA 475 subit une décompression puis se désintègre causant la mort des 63 occupants de l'avion. Le DC-9 s'écrase avec 113 personnes à bord.
- Le 1er décembre 1981, un DC-9 (Vol Inex Adria 1308) en provenance de Ljubljana « rate » l’aéroport d’Ajaccio en Corse et heurte la montagne dans l’arrière-pays de Propriano. Les 7 membres d’équipage et les 173 passagers périrent. Une plaque commémorative est apposée sur la façade nord (à droite de l'entrée) de l'église Saint-Nicolas de Petreto-Bicchisano. C'est la plus grande catastrophe de l'histoire de l'aviation civile slovène et la deuxième plus grande catastrophe aérienne en France.

## Flotte
La flotte se compose de 15 appareils (au mois de septembre 2018).

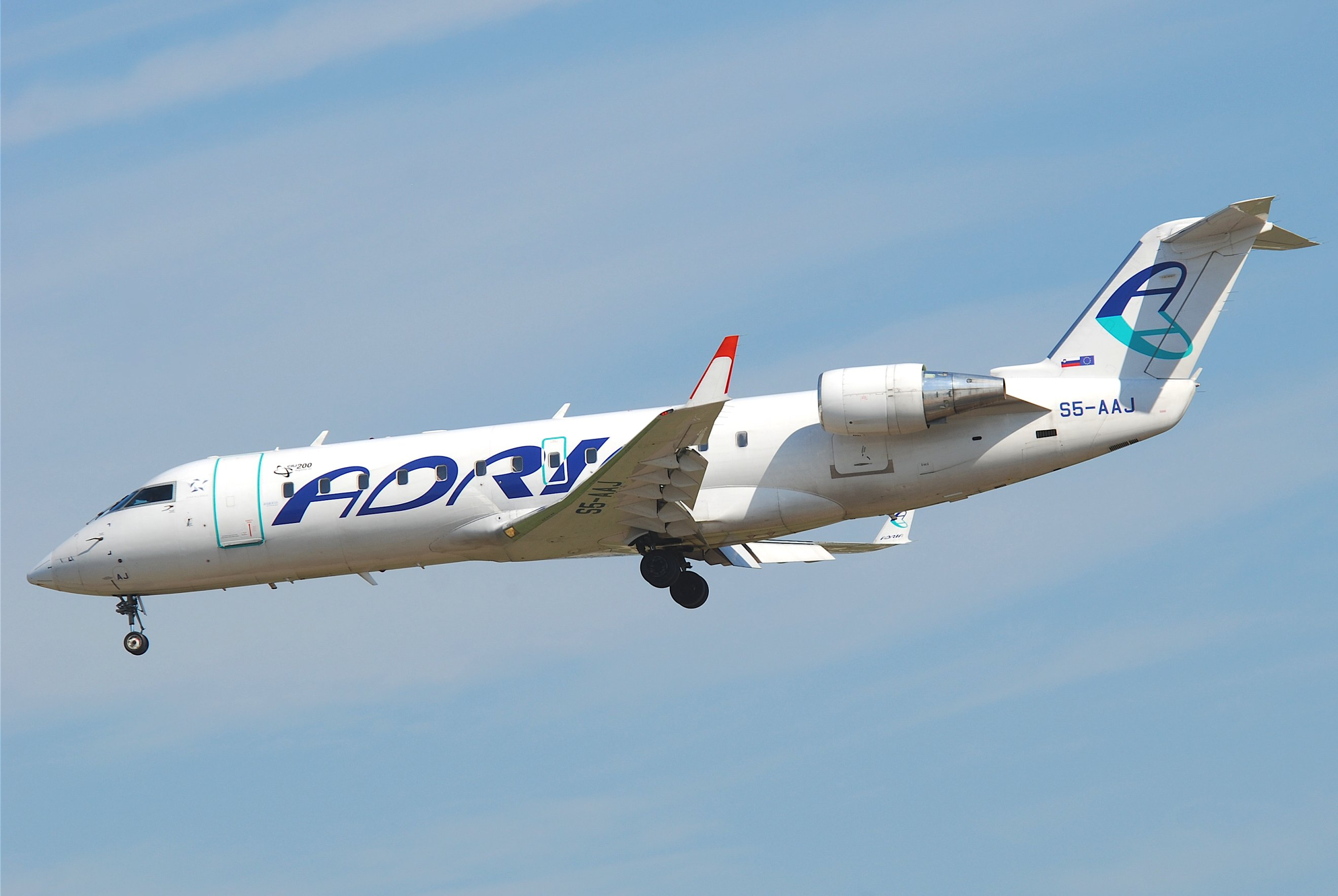
CRJ 200LR d'Adria Airways.

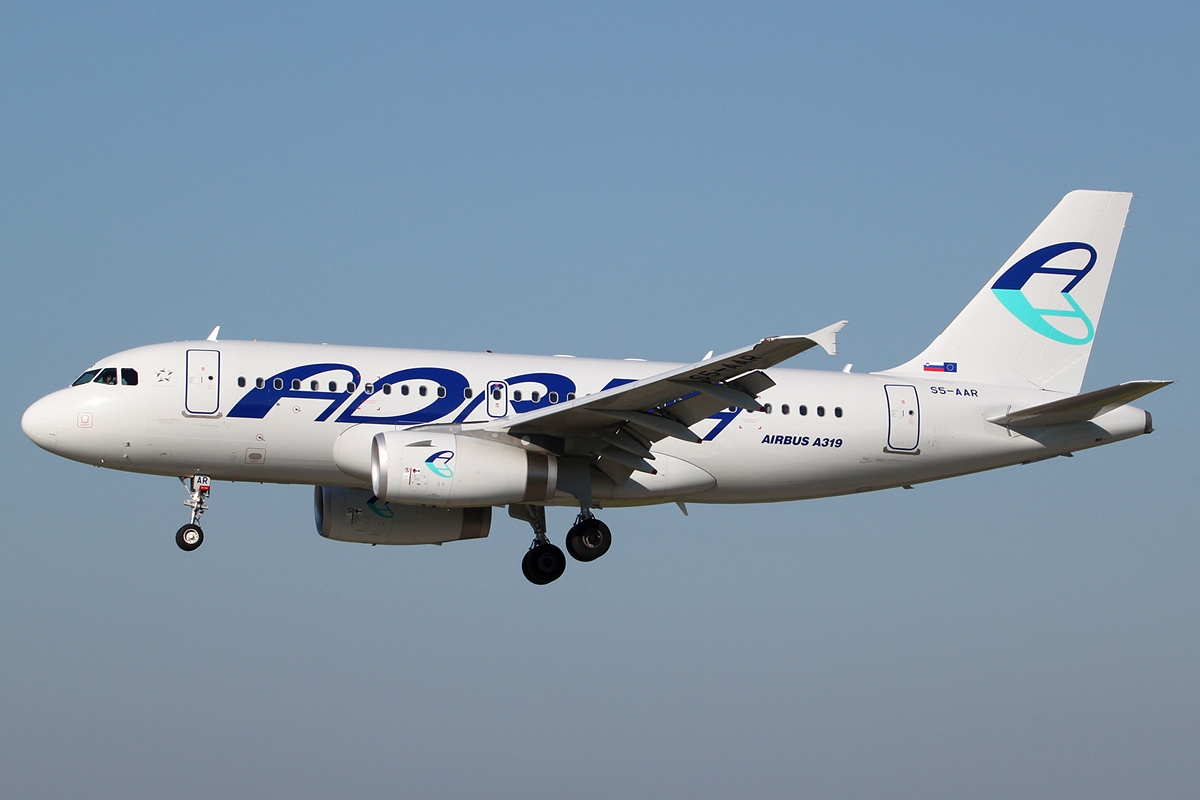
Airbus A319-132 d'Adria Airways.